# Хоркін Дмитро Миколайович
Дмитро́ Микола́йович Хо́ркін (нар. 9 березня 1986, м. Торез, Донецька область, Українська РСР, СРСР) — український диктор, радіожурналіст та медіаменеджер. Заслужений артист України (2018).
Головний дикторський голос офіційних заходів України. Генеральний продюсер Українського радіо. Член Правління Суспільного, відповідальний за платформи радіо, телебачення та диджитал (з 2019).
Координатор фронтової концертної бригади Українського радіо, супроводжував артистів у зону АТО під час активних бойових дій на Донбасі. У березні 2015 року, після концерту для бійців АТО в районі Дебальцевого та Бахмута, потрапив під обстріл бойовиків.

## Життєпис
Закінчив Національний педагогічний університет імені М. П. Драгоманова та Український інститут підвищення кваліфікації працівників телебачення, радіомовлення і преси.
На Українському радіо працює ― з 2005 року.
Серед наставників називає журналістів і дикторів Аллу Сологуб і Ігоря Мурашка.
2015 року очолив Київську школу політичної та бізнес-риторки, консультує політичні партії. Автор тренінгових програм для кандидатів на виборах.
2017 року став генеральним продюсером Українське радіо у складі Національної суспільної телерадіокомпанії України.
Під його керівництвом було повністю перезавантажено програмне наповнення трьох загальнонаціональних каналів Українського радіо. На Першому каналі запустили 37 нових передач, на Радіо Промінь — 16, на Радіо Культура — 21 передачу, крім того, з'явилося цілодобове онлайн-радіо для малят «UA: Казки». Запроваджені подкасти на популярних стрімінгових платформах та мобільний додаток. За перший сезон під його керівництвом охоплення Українського радіо зросло на 67 %.
У 2019 році обраний членом Правління Суспільного мовлення — відповідальний за платформи радіо, телебачення та диджитал. У 2023 році переобраний на новий чотирирічний термін.

## Творчість

### Диктор
Проводить державні протокольні урочистості та озвучує кіно і рекламу на телебаченні.
Фактично є основним дикторським голосом офіційних заходів України, диктор парадів до Дня Незалежності та Дня Перемоги на Майдані Незалежності у Києві у 2011, 2012, 2014, 2015, 2016, 2017, 2018, 2019, 2020, 2021 роках.
Був основним диктором Військового парадів з нагоди 25-річчя Незалежності України, 30-річчя Незалежності України та урочистостей до 200-річчя Тараса Шевченка. Голос Хоркіна став знаковим для державних подій за участі перших осіб країни та для підтримки українських воїнів, через що перед парадом 2016 року диктор одержував погрози від терористів.
У серпні — вересні 2016 вів фестиваль «Дні України у США» з нагоди 25-річчя Незалежності у Сіетлі та Портленді.

### Радіо і тележурналіст
З 2004 року — ведучий програм Національної радіокомпанії України. Веде на Першому каналі (105 FM) спеціалізовану радіопередачу про культуру мови «Слово» (щонеділі об 11:10) і прямоефірні ток-шоу з відомими політиками, зірками шоу-бізнесу, науковцями та підприємцями.
Веде на Українському радіо також тематичні аналітичні передачі, серед яких «Польова пошта», «Порядок денний», «Донбас.ua».
З 2010 — на загальнонаціональних телеканалах залучений як актор озвучування — його голосом говорять герої художніх стрічок, документальних серіалів, рекламних роликів на каналах: ICTV, ZIK, ТВі, Tonis, 5 канал, Перший Національний.
Політичний оглядач, ведучий спецпроєктів і програм розслідування та радіожурналу «Слово» на Першому каналі Українського радіо.
Ведучий телевізійного скетчкому «Лайфхак українською» на Першому телеканалі Суспільного телебачення.
Улюблені теми — мистецтво та історія.

### Актор театру
З 2014 року задіяний в антрепризі «Дивне місто N» на сцені Київського будинку актора. Грає головну роль у виставі. Режисер — Валерія Айдіна (Київський академічний театр драми і комедії на Лівому березі), драматург — Неда Неждана. Вистава (оригінальна назва п'єси «Коли повертається дощ») стала лауреатом Міжнародного конкурсу «Коронація слова».

## Освітня діяльність
- магістр педагогіки вищої школи (наукове дослідження: «Мистецька освіта України: специфіка підготовки акторів, лекторів, дикторів»). Національний педагогічний університет ім. М. Драгоманова, Інститут магістратури, аспірантури та докторантури.
- радіожурналістика; програма підвищення кваліфікації на замовлення Держтелерадіо України. Керівник курсу — академік, доктор філологічних наук, професор Олександр Пономарів. Український інститут підвищення кваліфікації працівників телебачення, радіо і преси (Укртелерадіоінститут).

## Нагороди
- заслужений артист України (1 грудня 2018) — за значний особистий внесок у державне будівництво, соціально-економічний, науково-технічний, культурно-освітній розвиток Української держави, вагомі трудові досягнення, багаторічну сумлінну працю[23].